# Пугач Дмитро Володимирович
Дмитро́ Володи́мирович Пу́гач (1976—2024) — український військовослужбовець Національної гвардії України, учасник російсько-української війни.

## Життєпис
Пугач Дмитро Володимирович народився 26 січня 1976 року в місті  Києві.
3 1983 по 1991 роки навчався в середній загальноосвітній школі №168 міста Києва.
В 1994 році закінчив професійно-технічне училище та отримав професію “автослюсаря”.
3 1995 по 1996 роки проходив строкову службу в Збройних силах України (прикордонні війська).
3 1997 по 2004 роки працював автослюсарем в AT«Київхліб» ремонтно-монтажний комбінат, де здобув максимальний 6 розряд. 3 2004 по 2005 — робота автомеханіком на фірмовій станції SUBARU. 3 2005 по 2010 — робота автомеханіком на фірмовій станції KIA. 3 2010 по 2024 — робота автомеханіком на фірмовій станції TOYOTA.
З початку повномасштабного вторгнення російської федерації на територію України добровільно став на захист Батьківщини в складі 1-шої Президентської бригади оперативного призначення імені гетьмана Петра Дорошенка «Буревій» Збройних сил України.
В березні 2022 року захищав місто Київ та село Мощун.
Виконував бойові завдання на захисних позиціях в Чернігівській області, на Лиманському напрямку та поблизу села Ямпіль Донецької області (Серебрянський ліс).
Загинув 24.01.2024 року в районі населеного пункту Ямпіль Краматорського району Донецької області (Серебрянське лісництво)  внаслідок артилерійського мінометного обстрілу ворога.
Похований на Байковому кладовищі (колумбарій) міста Києва.
Служив у батальйоні Гроза військовій частині 3027 «Буревій»
Загинув.

## Нагороди
- орден «За мужність» III ступеня (2024, посмертно)[1]